# Pferdeminze
Die Pferdeminze (Monarda punctata), auch „Punktierte Indianernessel“ oder „Punktierte Bergamotte“ genannt, ist eine aus Nordamerika stammende Pflanzenart aus der Gattung Monarda in der Unterfamilie der Nepetoideae innerhalb der Familie der Lippenblütler (Lamiaceae). Sie gehört nicht zur Gattung der Minzen (Mentha).

## Beschreibung

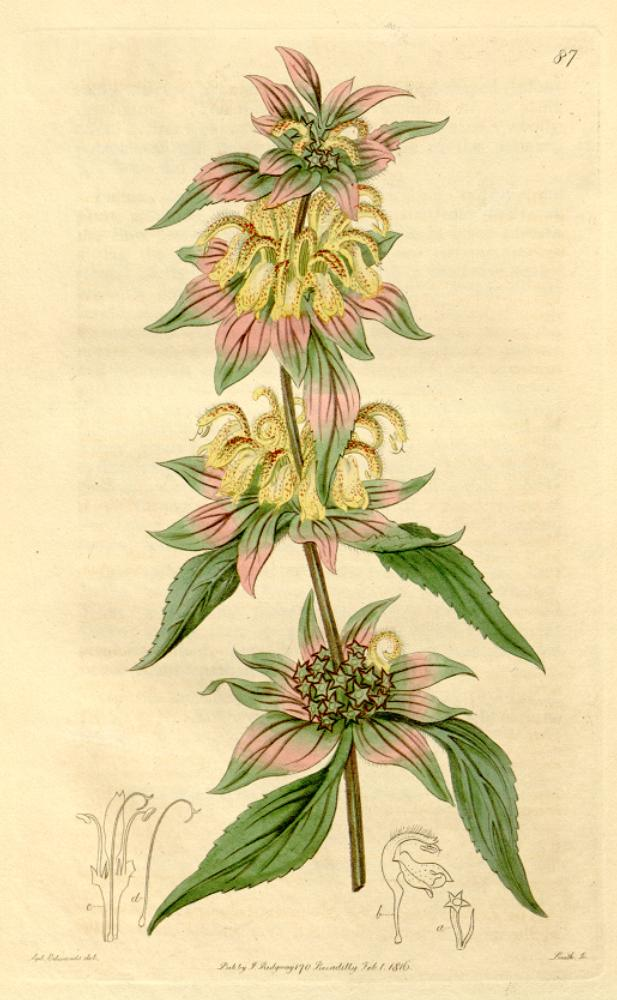
Illustration der Pferdeminze (Monarda punctata)

Die Pferdeminze wird etwa 30 bis 60 cm (selten bis 90 cm) groß. Es ist eine raschwüchsige mehrjährige Staude. Die gegenständigen Blätter sind lanzettlich und ganzrandig, spitz und mehr oder weniger gesägt. Die Blätter sind etwa 7 cm lang und duften aromatisch.
Blütezeit ist Juli bis September, teils bis Oktober. Die kurz gestielten Blüten mit doppelter Blütenhülle entwickeln sich in dichten, achsel- und endständigen Scheinquirlen, sie duften und sind gelb, violett punktiert. Sie sind von großen und rosafarbenen Deckblättern unterlegt. Der rippige, feinhaarige und fünfzähnige Kelch ist röhrig. Die kurze Kronröhre ist schmal und die große, zweilippige Oberlippe der Krone ist bogig gewölbt und außen etwas behaart. Es sind zwei fertile Staubblätter mit fadenförmigen Staubfäden ausgebildet. Der Fruchtknoten ist oberständig mit einem schlanken Griffel mit zweiästiger Narbe.
Die Chromosomenzahl beträgt 2n = 22 oder 24.

## Verbreitung und Standort
Die Pferdeminze ist im östlichen Nordamerika heimisch; ihr Verbreitungsgebiet erstreckt sich in etwa über die östliche Hälfte der USA und reicht südwestlich bis nach Mexiko hinein.
Die Pflanze bevorzugt vollsonnige Standorte auf durchlässigen bis sandigen Böden.

## Systematik
Man kann acht Varietäten unterscheiden:
- Monarda punctata var. arkansana (E.M.McClint. & Epling) Shinners: Sie kommt von Texas bis Georgia vor.[2]
- Monarda punctata var. correllii B.L.Turner: Sie kommt in Texas und im mexikanischen Bundesstaat Tamaulipas vor.[2]
- Monarda punctata var. coryi (E.M.McClint. & Epling) Shinners: Sie kommt in Texas vor.[2]
- Monarda punctata var. intermedia (E.M.McClint. & Epling) Waterf.: Sie kommt in Texas vor.[2]
- Monarda punctata var. lasiodonta A.Gray: Sie kommt in Texas vor.[2]
- Monarda punctata var. occidentalis (Epling) E.J.Palmer & Steyerm.: Sie kommt von Kansas bis ins nordwestliche Texas vor.[2]
- Monarda punctata var. punctata: Sie kommt von den östlichen Vereinigten Staaten bis Texas vor.[2]
- Monarda punctata var. villicaulis (Pennell) Shinners: Sie kommt in den nördlich-zentralen und in den östlichen Vereinigten Staaten vor.[2]

## Nutzung
Die Pferdeminze ist eine beliebte Zierpflanze für Gärten. Die Blätter werden zur Teebereitung verwendet.